# 鲁速丹
鲁速丹（约1194年—1245年），亦作鲁速檀（《新元史》），格鲁吉亚（谷儿只）女王。

## 生平
鲁速丹是女王塔马儿之女。1223年，其兄吉奧爾基四世去世，鲁速丹继承其位。1225年起，格鲁吉亚曾多次被札阑丁率领的花剌子模军队击败。当蒙古人征服花剌子模后，1236年左右绰儿马罕率领的蒙古军入侵格鲁吉亚，鲁速丹只得从梯弗里斯逃到库歹。此后，格鲁吉亚成为了蒙古的附属国。
鲁速丹想让其子大衛·納林而非吉奧爾基之子大衛·拉沙继承王位，便携二人前往拔都处行封地仪式。鲁速丹在途中逝世。由于拔都支持鲁速丹之子，而拜住则支持鲁速丹之侄，最终由贵由裁决，两人皆封为王。大卫·纳林被封为大卫六世，但需服从被封为大卫七世的大卫·拉沙。其中，大卫七世治哈儿特里，大卫六世则治亦米莱忒。